# Incêndio do edifício Myojo 56

O incêndio do edifício Myojo 56 (明星56ビル火災, Myōjō Gojū-Roku Biru Kasai) começou por volta das 1h (hora local) em 1 de setembro de 2001 no edifício Myojo 56, localizado na seção Kabukicho de Shinjuku, Tóquio, Japão.
O incêndio, o quinto mais letal na história japonesa pós-guerra, queimou por cinco horas antes de ser extinto e resultou na morte de 44 pessoas. Suspeita-se que o incêndio tenha sido causado por incêndio criminoso, mas nenhum suspeito jamais foi preso. Após o incidente, a cobertura da mídia (que diminuiu após os ataques terroristas de 11 de setembro de 2001) se concentrou na prisão e condenação dos proprietários por negligência criminosa e nos supostos vínculos do prédio com o crime organizado.

## Incêndio
O fogo queimava no terceiro andar do prédio. Quando o incêndio começou, 19 pessoas estavam no terceiro andar e 28 pessoas no quarto andar. Três funcionários pularam do terceiro andar do prédio e sobreviveram, sofrendo ferimentos. As testemunhas que viram um dos funcionários chamaram uma ambulância.
Equipes de emergência chegando para tratar os que pularam souberam do incêndio no prédio e os esforços de evacuação começaram. Os bombeiros retiraram os corpos de 44 pessoas (32 homens e 12 mulheres) de dentro do prédio e resgataram aqueles que conseguiram fugir para o telhado.

## Resultado
Os policiais observaram que a letalidade do incêndio foi exacerbada por numerosas violações do código de incêndio, incluindo portas corta-fogo  e escadas bloqueadas. A principal causa de morte entre as vítimas do incêndio foi envenenamento por monóxido de carbono. Uma investigação conduzida pelo Departamento de Polícia Metropolitana de Tóquio concluiu que, se as portas corta-fogo automatizadas do prédio não tivessem sido impedidas de fechar, os gases letais não teriam atingido os quartos ocupados do prédio por pelo menos 20 minutos.
Um homem ferido, visto perto do prédio em chamas, mais tarde desapareceu. O prédio foi demolido em maio de 2006, e substituído por um restaurante de um andar.

### Alegações criminais
Seis pessoas foram presas em conjunto com o incêndio, sob a acusação de negligência profissional resultando em morte. Entre os acusados estavam dois executivos do Grupo Myojo Kosan, o proprietário do prédio e os inquilinos comerciais da estrutura, que abrigava uma sala de vídeo mahjong e um bar com recepcionistas. Em 2 de julho de 2008, cinco dos réus foram condenados por negligência no Tribunal Distrital de Tóquio. O sexto réu foi absolvido. No dia seguinte, a polícia de Tóquio concluiu que o incêndio resultou de um incêndio criminoso, mas não fez nenhuma prisão correspondente.
A Japan Today, uma agência de notícias online em inglês, citou a polícia de Tóquio afirmando que o salão de mahjong localizado no prédio era "um antro de jogo ilegal" com receitas diárias de cerca de oito milhões de ienes. O relatório da Japan Today especula que a máfia chinesa e a yakuza podem estar ligadas ao incidente, já que as operações ilegais de jogo são regularmente forçadas a pagar "dinheiro de proteção" aos sindicatos do crime organizado. No entanto, não há evidência material ou testemunha ocular do envolvimento do crime organizado no incêndio.